# Atribacterota

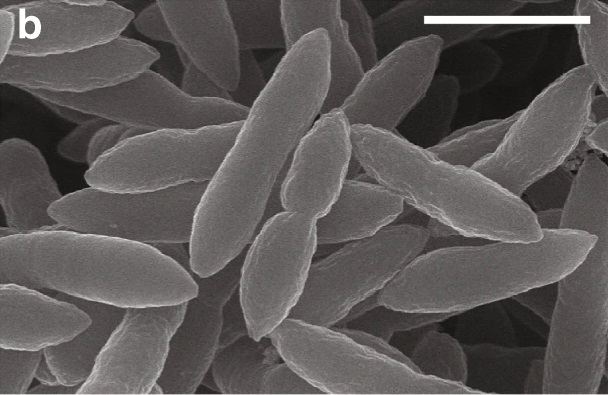
REM-Aufnahme von Atribacter laminatus RT761^{T}. Balken 1,5 µm.

Atribacterota ist ein Phylum (Abteilung) thermophiler (wärmeliebender) Bakterien, die in anoxischen (sauerstofffreien), methanreichen Sedimenten häufig vorkommen.
Frühere provisorische Bezeichnungen sind
„Candidatus Caldatribacteriota“,
„Candidatus Atribacteria“  (steht jetzt für die Typusklasse),
Candidate division JS1 und
Candidate division OP9 (Obsidian Pool 9) (jeweils im weiteren Sinn verstanden).
Die Atribacterota sind weltweit verbreitet (kosmopolitisch) und wurden einigen Fällen in anaeroben Meeressedimenten, Geothermalquellen und Ölvorkommen reichlich nachgewiesen.
Die Typusart Atribacter laminatus und Metagenomdaten der Kandidatengattung Ca. Caldatribacterium sowie 16S-rRNA-Gen-Phylotypen von Mitgliedskandidaten des Phylums stammen aus einer Vielzahl von Umgebungen, darunter oberirdische und untermeerische geothermische Systeme, Erdöllagerstätten, anaerobe Fermenter und Abwasseraufbereitungsanlagen.
Nach Genanalysen zeigen die Atribacterota Genexpressionsmuster, die auf einen fermentativen, acetogenen Stoffwechsel hindeuten.
Diese Ergebnisse lassen auf einen heterotrophen Stoffwechsel schließen, bei dem Gärungsprodukte wie Acetat, Ethanol und Kohlendioxid entstehen. In der mikrobiellen Gemeinschaft des Sediments können von diesen Produkten wiederum Methanogene leben, was das häufige Vorkommen von Atribacterota in methanreichen anoxischen Sedimenten erklärt.
Dank ihrer Eigenschaften sind die Atribacterota in der Lage, katabolische und anabolische Funktionen auszuführen, die für die Reproduktion der Zellen notwendig sind, selbst wenn die Energieversorgung aufgrund des Mangels an gelöstem Sauerstoff in Meeres-, Süß- oder Grundwasser eingeschränkt ist.

## Systematik
Nach phylogenetischen Analysen scheinen die Atribacterota mit mehreren thermophilen Phyla innerhalb der Terrabacteria verwandt zu sein oder könnten basal (an der Basis) innerhalb der Gracilicutes stehen.
Der nachstehenden inneren Systematik liegen folgende Quellen zugrunde (Stand 27. Juli 2022):
- L – List of Prokaryotic names with Standing in Nomenclature (LPSN)[3]
- N – National Center for Biotechnology Information (NCBI),[4] visualisiert durch Lifemap
- G – Genome Taxonomy Database (GTDB),[5] visualisiert durch AnnoTree[13]

Anmerkungen:
1. Die Gattung Caldatribacterium ist nach LPSN und NCBI ohne Zuordnung (incertae sedis), wird aber in der GTDB einer Familie Caldatribacteriaceae innerhalb der Ordnung Atribacterales zugeordnet, es gibt keine eigene Ordnung „Caldatribacteriales“ (d. h. eine solche ist ein Synonym von Atribacterales).
2. Nach der GTDB werden die Kladen OP9 und JS1 (im engeren Sinn verstanden) als die beiden Klassen innerhalb des gemeinsamen Phylums Atribacterota aufgefasst. Im weiteren Sinn sind Candidate division OP9 und JS1 identisch mit dem gesamten Phylum (Phylum alias lateinisch divisio, englisch division, deutsch ‚Abteilung‘).
3. OneZoom verortet abweichend die Kladen OP9 und JS1 als Kandidatenphyla an verschiedenen Stellen des bakteriellen Stammbaums.[14][15]
4. Da die Bezeichnung Atribacteria früher für das ganze Phylum verwendet wurde, haben auch Stämme der GTDB-Klasse JS1 bei NCBI oft provisorische Speziesnamen mit dieser Bezeichnung, obwohl sie nicht zur Klasse Atribacteria gehören.
5. Vorschläge (etwa aus der Metagenomik) mit vorläufigen Bezeichnungen sind nicht komplett, sondern nur beispielsweise wiedergegeben.

Phylum Atribacterota Katayama et al. 2021, veraltet auch
„Candidatus Caldatribacteriota“ Hahn et al. 2020 (L,N,G),
„Candidatus Atribacteria“ Dodsworth et al. 2013 (steht jetzt für die Typusklasse),
Candidate division OP9 (Obsidian Pool 9) im weiteren Sinn als Phylum
Candidate division JS1 im weiteren Sinn als Phylum
OP9/JS1 als beide Teilkladen umfassendes Taxon
- Klasse Atribacteria Katayama et al. 2021 (L,N,G),[14] veraltet Candidate division OP9 (Obsidian Pool 9) im Rang eines eigenständigen Phylums[14]
  - Ordnung Atribacterales Katayama et al. 2021 (L,N,G), synonym mit „Caldatribacteriales“
    - Familie Atribacteraceae Katayama et al. 2021 (L,N,G)
      - Gattung Atribacter Katayama et al. 2021[16] (L,N,G)
        - Spezies Atribacter laminatus Katayama et al. 2021[1] mit Stamm RT761 alias DSM 105538 oder NBRC 112890 (L,N,G)
        - Spezies Atribacter sp002069605 (G) alias Ca. Atribacteria bacterium ADurb.Bin276 (N) mit ADurb.Bin276
        - Spezies Atribacter sp003542295 (G) mit Stamm UBA11188
        - Spezies Atribacter sp012517485 (G) mit MAG AS27yjCOA_181[17]
        - Spezies Atribacter sp012517635 (G) mit MAG AS27yjCOA_164[18]
        - Spezies Atribacter sp018056205 (G) mit MAG Gw_SlDig_bin_239[19]

      - Gattung SKXZ01 (G)
        - Spezies SKXZ01 sp003561145 (G) mit MAG CSSed11_91
        - Spezies SKXZ01 sp007128145 (G) mit MAG CSSed162cmB_266

    - Familie Caldatribacteriaceae (G)
      - Gattung „Candidatus Caldatribacterium“ Dodsworth et al. 2013,[7] früher OP9-1/Genus 33[20]
        - Spezies „Ca. Caldatribacterium californiense“ corrig. Dodsworth et al. 2013 (N), mit Schreibvariante „Ca. C. californiensis“, alias Caldatribacterium californiense_A mit Stamm OP9-cSCG (G)
        - Spezies Caldatribacterium californiense_B mit Stamm SpSt-747 (G)
        - Spezies „Ca. Caldatribacterium saccharofermentans“ Dodsworth et al. 2013 mit Stämmen SpSt-82, SpSt-31 und Referenzstamm OP9-77CS alias MAG-77CS (N,G)
        - Spezies Caldatribacterium sp014359405 mit MAG MAG-105 (G)
- Klasse JS1 (G), veraltet Candidate division JS1 im Rang eines eigenständigen Phylums[15]
  - Ordnung SB-45 (G)
    - Familie 34-128 (G)
      - Gattung 34-128 (G) alias JS1-1/Genus 1[20]
        - Spezies 34-128 sp000405345 (G) alias Atribacteria bacterium SCGC AAA255-N14, Candidate division OP9 bacterium SCGC AAA255-N14 (N)[21]
        - Spezies 34-128 sp000405605 (G) alias Atribacteria bacterium SCGC AAA255-G05, Candidate division OP9 bacterium SCGC AAA255-G05 (N)[22]
        - Spezies 34-128 sp002084865 (G) alias Ca. Atribacteria bacterium 4572_76 (N)[23] mit Stamm/MAG 4572_76 (Guaymas-Becken)[20]
        - 10 weitere Spezies-Kandidaten (G)

      - Gattung CG2-30-33-13 (G) alias JS1-7/Genus[20]
        - Spezies CG2-30-33-13 sp002782675 (G) alias Ca. Atribacteria bacterium CG_4_8_14_3_um_filter_34_18 (N)[24] (CG = Crystal Geyser)

      - Gattung UBA4082 (G) alias JS1-5[20]
        - Spezies UBA4082 sp002383355 (G) alias Ca. Atribacteria bacterium UBA5772 (N)[25] mit Stamm UBA5772

      - Gattung UBA6251 (G) alias JS1-2/Genus 5[20]
        - Spezies UBA6251 sp002441285 (G) alias Ca. Atribacteria bacterium UBA4082 (N)[26] und Ca. Atribacteria bacterium UBA6251 (N)[27] mit Stämmen UBA4082 und UBA6251

      - Gattung UBA9904 (G)

    - Familie UBA6794 (G)
      - Gattung JAAYOB01
        - Spezies JAAYOB01 sp012520575 (G) mit MAG AS21ysBPME_310[28]

      - Gattung UBA6794 (G) alias JS1-4/Genus 9[20]
        - Spezies UBA6794 sp002452835 (G) alias Ca. Atribacteria bacterium UBA6794 (N)[29] mit Stamm UBA6794

      - 2 weitere Gattungs-Kandidaten

## Atribacter

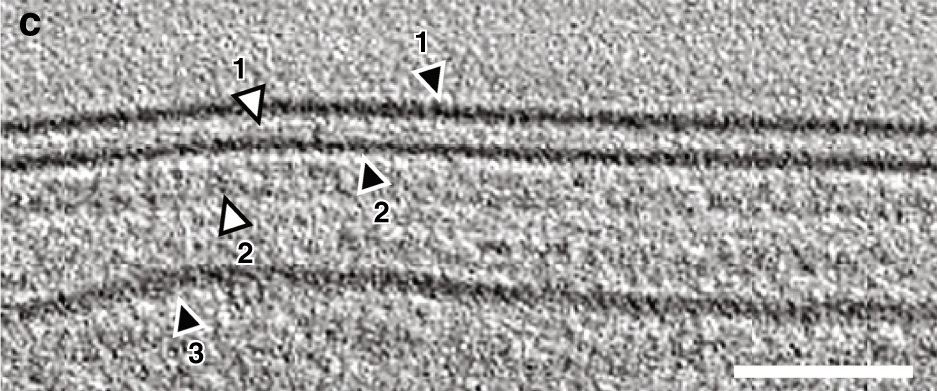
Die Kryo-ET-Detailaufnahme von A. laminatus RT761^{T} mit äußerer, mittlerer und innerer Membran (schwarze Pfeilspitzen 1, 2, bzw. 3). Weiße Pfeilspitzen deuten weitere Schichten an.

Einzige offizielle Spezies der Gattung Atribacter ist A. laminatus mit Referenzstamm RT761 (notiert als RT761T).
Zur Zeit seiner Entdeckung war dies der einzige bekannte Vertreter der Prokaryoten, dessen Zellen eine Kompartimentierung durch innere Membranen (insbesondere um das DNA-Genom herum) aufweisen, ein ansonsten für Eukaryoten (komplex-zelluläre Organismen: Tiere, Pilze, Pflanzen, Protisten) typisches Merkmal (inzwischen hat man zellinterne Membranen auch bei den Riesenbakterien der Gattung Thiomargarita gefunden).
Der Stamm wurde 2020 von Katayama et al. isoliert. Der Stamm ist ubiquitär, d. h. in entsprechenden Habitaten über die ganze Erde verbreitet.
Bei dem Isolat RT761 handelt es sich um ein unter der Oberfläche lebendes anaerobes Bakterium.
Wie die Kryo-ET (Kryoelektronentomographie) zeigt, besitzt es offenbar drei lipidmembranähnliche Schichten (en. lipid membrane-like layers, LMLs), was von den Autoren gedeutet wird als die klassische gramnegative Struktur mit einer zusätzlichen intrazytoplasmatische (intrazellulären) Membran, die das Nukleoid zu umgeben scheint. Die Genomanalyse zeigt auch einen für gramnegative Bakterien sehr hohen Anteil an Transmembranproteinen.
Die Proben wurden aus einem Absetzbecken in Mobara (Präfektur Chiba, Japan) entnommen, das angelegt wurde, um suspendierte Sandpartikel aus dem Wasser zu entfernen, das aus gasführenden Grundwasserleitern im Tiefenbereich von 490-900 m stammt. Die Wassertemperatur lag bei 24,4 °C, der pH-Wert bei 7,7.
In Reinkultur sind die Endprodukte des Glucose-Abbaus Acetat, Wasserstoff und Kohlendioxid. Für das Wachstum war Hefeextrakt erforderlich.
Eine Co-Kultivierung mit Wasserstoff verstoffwechselnde Methanogenen (wie Methanothermobacter thermoautotrophicus Stamm Delta H) beschleunigte das Wachstum.

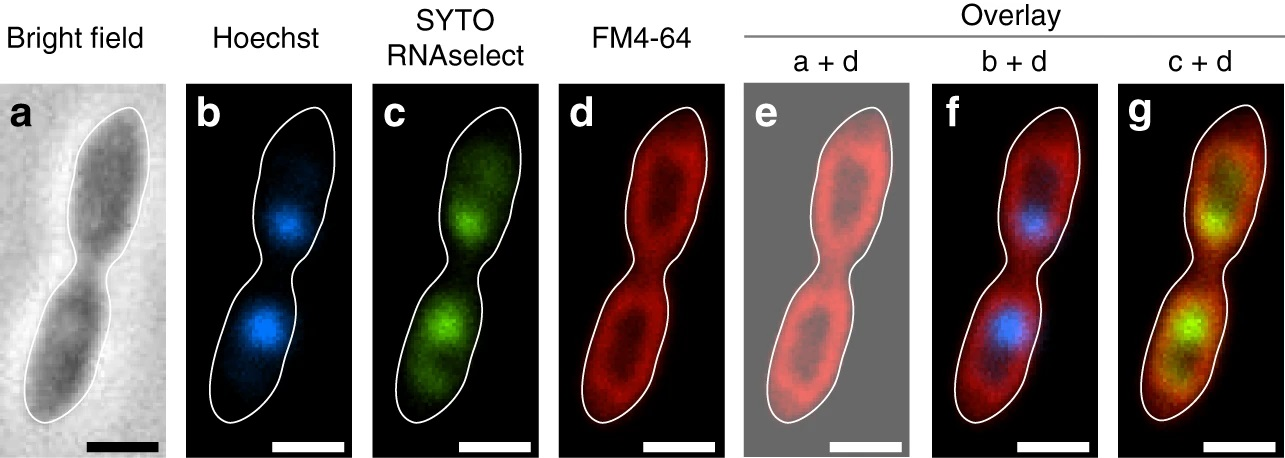
A. laminatus RT761T. Konfokalmikroskopie zeigt die Orte von DNA und RNA innerhalb der intrazytoplasmatischen Membran. DNA, RNA und Membranlipide wurden verschiedenen Methoden gefärbt, a ist Phasenkontrast-, b-d Konfokal-Bilder, e-g Bildüberlagerungen. Balken 1μm.
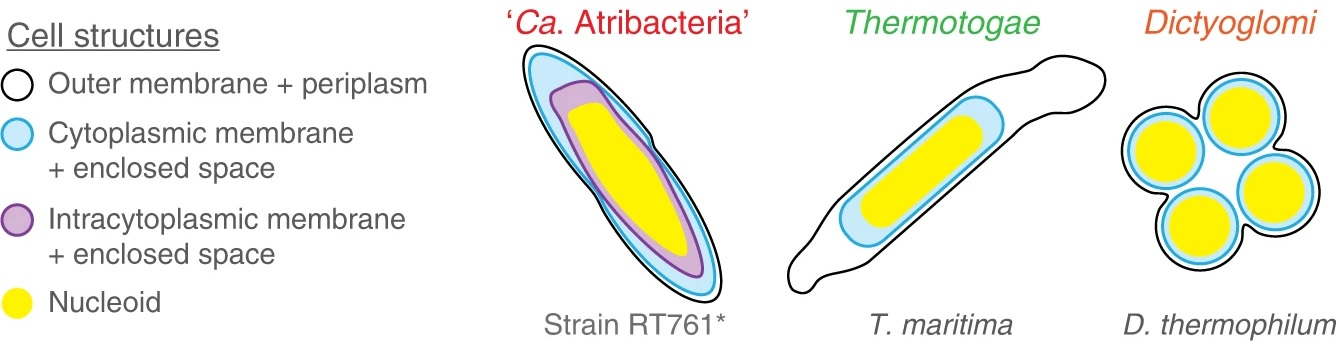
Zellstruktur beispielhaft bei Atribacteria (A. laminatus RT761T), Thermotogae (Thermotoga maritima) und Dictyoglomi (Dictyoglomus thermophilum). Äußere Membran (schwarz), die Zytoplasmamembran (blau), die intrazytoplasmatische Membran (lila) und Nukleoid (gelb).

## Caldatribacterium
Der Referenzstamm OP9-cSCG von „Ca. Caldatribacterium californiense“ wurde aus der Metagenomik von Sedimentproben der heißen Quelle LHC4 des Little Hot Creek in der Long Valley Caldera im US-Bundesstaat Kalifornien gefunden.
Der Referenzstamm 77CS (CS = corn stover ‚Maisstoppel‘) von „Ca. C. saccharofermentans“ stammt ebenfalls aus heißen Quellen des Little Hot Creek (LHC) und aus einer heißen Quelle im Großen Beckens (Great Boiling Spring, GBS, US-Bundesstaat Nevada).
Die Genomdaten dieser beiden Stämme erwiesen sich als so ähnlich, dass eine Zuordnung zu einer gemeinsamen Gattung angebracht war. Die GTDB ordnet diese Gattung inzwischen innerhalb einer eigenen Familie Caldatribacteraceae zusammen mit Atribacter der gemeinsamen Ordnung Atribacterales zu.

## Etymologie
Der Präfix des Phylums, der Klasse Atribacteria, und der Typusgattung kommt von lateinisch ater ‚schwarz‘, der Mittelteil ‚-bacter-‘ bezeichnet stäbchenförmige Bakterien; die jeweilige Endung verweist auf den taxonomischen Rang (Phylum, Klasse, … Gattung). Damit ist gemeint, dass diese Bakterien zur Mikrobiellen Dunkle Materie gehören.
Das Namens-Epitheton der Typusspezies, Atribacter laminatus leitet sich ab von lat. lamina, deutsch ‚Schicht, Lage‘, englisch layer; laminatus ‚geschichtet‘, was auf die mehrschichtige Zellstruktur hindeutet.
Der Name der Kandidatengattung Ca. Caldatribacterium leitet sich ab von lat. caldus ‚heiß‘, sowie ebenfalls von ater ‚schwarz‘. Er verweist damit auf ein stäbchenförmiges Bakterium aus einer heißen Umgebung, wobei „schwarz“ oder „dunkel“ sowohl auf die Mikrobielle Dunkle Materie als auch auf die dunklen, anaeroben Umgebungen verweist, in denen diese Bakterien gefunden werden.
Das Artepitheton saccharofermentans leitet sich ab von altgriechisch σάκχαρον sákcharon und nachfolgend lat. saccharum ‚Zucker‘ und neulat. fermentans ‚gärend‘, verweist also auf die anaerobe Vergärung von Zucker; californiense ist neulateinisch und bedeutet aus oder zu Kalifornien gehörend.